# Une aventure de José Lapin

Une aventure de José Lapin est une série de bande dessinée jeunesse mettant en scène un lapin des montagnes, José, sa femme Martine et leurs lapereaux. Deux tomes sont parus aux éditions Emmanuel Proust, dans la collection EP Jeunesse.

## Auteurs
- Scénario : Messina (scénariste)
- Dessins : Lepithec (dessinateur)
- Couleurs : Xaël (coloriste)

## Albums
1. Une carotte pour deux (octobre 2008) -  (ISBN 978-2848101965)
2. La chasse au dahu (juillet 2011) -  (ISBN 978-2848103426)

## Résumés

### Tome 1:Une carotte pour deux
Cette première histoire raconte la rencontre fortuite entre José Lapin et un bonhomme de neige un peu hautain, Alain, qui parle de lui à la troisième personne.
Alain est un bonhomme de neige qui a été construit dans la vallée. L'hiver est terminé et il doit bientôt rejoindre la Cime des Neiges Eternelles où il pourra couler des jours heureux dans la neige et le froid. De son côté, José Lapin, père d'une famille nombreuse, est en quête de carottes pour nourrir son importante progéniture. Mais il ne trouve que des poireaux, des radis, et des betteraves, tous dénichés dans un potager où poussaient des plantes de saison. 
Sur le chemin qui le mène à la Cime des Neiges Eternelles, Alain rencontre José. Le lapin voudrait savoir où il pourrait trouver des carottes aussi belles que celle qu'Alain a sur le visage. Mais le bonhomme de neige, qui trouve l'animal inconvenant, le renvoie balader et reprend sa route. Le lapin, quant à lui, se met à errer, jusqu'au moment où il tombe nez à nez avec une belle carotte oubliée dans la montagne, précisément celle d'Alain, qui s'aperçoit bientôt qu'il est défiguré et va tout tenter pour essayer de retrouver son apparence.

### Tome 2:La chasse au dahu
C'est une nouvelle histoire qui peut se lire indépendamment de la première. Elle met en scène un dahu.
Comme chacun le sait, le dahu est un animal des montagnes avec des pattes plus courtes d'un côté que de l'autre. De fait, il est très habile pour gravir le flanc de la montagne, mais tout s'inverse si l'animal se retourne sur lui-même à 180° : ses pattes d'inégales longueurs ne sont alors plus adaptées à la pente de la montagne, et le dahu dégringole. C'est ce qui arrive régulièrement au dahu de cette histoire. Il dégringole tellement souvent qu'il atterrit fréquemment sur la tête des autres animaux de la montagne, qui commencent à en avoir assez. Ils envisagent de le déloger de sa grotte et de le bannir de la montagne. En apprenant cette situation, José Lapin décide de calmer la horde et de comprendre pourquoi ce dahu se retourne si fréquemment. C'est ainsi que José Lapin va apprendre que le dahu est amoureux...

## Esprit de la série
Au premier degré, il s'agit d'histoires pour les petits, avec des animaux, que les parents peuvent lire aux enfants dès 5 ans, et les enfants eux-mêmes dès 7 ans. Les adultes peuvent y voir quelques détails ou allusions qui échappent parfois aux enfants, mais José Lapin reste avant tout une série destinée aux enfants.
Chaque album de la série est construit de manière à pouvoir être lu comme une histoire d'aventure classique avec des repères dramaturgiques simples : une caractérisation des personnages claire, un élément déclencheur, une intrigue et un dénouement. Le ton est principalement humoristique, avec des gags visuels, des jeux de mots, parfois des situations absurdes. En parallèle, le scénariste prend soin d'inclure des idées humanistes qu'il estime essentielles pour les enfants, en particulier le respect de l'autre, l'entraide, le partage, l'humilité. Le deuxième tome évoque aussi en filigrane les thèmes du couple et de la parité. 
Un soin particulier est apporté à la composition des planches et à l'enchaînement des cases pour favoriser une lecture agréable et dynamique pour les enfants. La couleur apporte de la fraîcheur à l'ensemble et est un élément narratif important.

## Récompenses et distinctions
- Prix de la Ligue de l’Enseignement 2009 (festival BD Boum de Blois)
- Prix jeunes auteurs du festival BD de Flers 2009
- Sélectionné pour le Prix Bull’ Gomme 2010 (Conseil Général de la Mayenne)
- Sélectionné par les libraires de la Fnac pour le catalogue de Noël 2011

## Expositions
- Festival BD Boum à Blois, 2010
- Médiathèque de Villiers-le-Bel, 2010
- Festival Bulles en Hauts de Garonne à Floirac, 2012

## Éditeur
- Emmanuel Proust (collection « EP Jeunesse »)